# شقايق دهقان
شقايق دهقان (بالفارسية: شقایق دهقان) من مواليد 1 شباط/فبراير 1979 في ألمانيا، هي ممثلة إيرانية اشتهرت بعد ظهورها في المسلسل التلفزيوني الإيراني مهران مديري.

## المسيرة المهنية
وُلدت شقايق دهقان في في ألمانيا قبل عودة عائلتها إلى إيران بثلاثة أشهر. بدأت شقايق حياتها المهنية وهي في سن السابعة عشر حيث كانت تقوم بكتابة بعض السيناريوهات من أجل برامج الأطفال قبل أن تظهر في وقت لاحق في فيلم أطفال لم يُحقق الشهرة الكافية.
أول ظهور علني لشقاقي سيكون عام 1998 من خلال سلسلة عشرين، ثم شاركت في فيلم السير لعام 2002 قبل أن تظهر عام 2006 في فيلم حديقة المظفر ثم ظهرت في فيلم الركاب لعام 2009 والأب في 2010. شاركت عام 2011 في فيلم التفاف ثم ظهرت في الشرطة واللصوص عام 2012 كما شاركت في مهر أباد عام 2013. ظهرت في مجموعة من الأفلام السينمائية بما في ذلك تحت ضوء القمر عام 2000 وسندريلا عام 2001.

## قائمة أعمالها
| قائمة أفلام ومسلسلات شقايق دهقان | قائمة أفلام ومسلسلات شقايق دهقان | قائمة أفلام ومسلسلات شقايق دهقان |
| الفيلم/المسلسل                   | سنة الإصدار                      | ملاحظات                          |
| -------------------------------- | -------------------------------- | -------------------------------- |
| عشرين                            | 1998                             | دور ثانوي                        |
| السير                            | 2002                             | دور ثانوي                        |
| حديقة المُظفّر                     | 2006                             | دور رئيسي                        |
| الركاب                           | 2009                             | دور البطولة                      |
| الأب                             | 2010                             | دور البطولة                      |
| التفاف                           | 2011                             | دور البطولة                      |
| الشرطة واللصوص                   | 2012                             | دور البطولة                      |
| مهر أباد                         | 2013                             | دور البطولة                      |
| تحت ضوء القمر                    | 2000                             | دور ثانوي                        |
| سندريلا                          | 2001                             | دور ثانوي                        |

## الحياة الشخصية
تزوجت شقايق دهقان بالسيد مهراب قاسم خاني المهندس وكاتب السيناريو منذ عام 2003. لدى الثنائي ابنة واحدة هي نويان التي وُلدت عام 2007.

## روابط خارجية
- شقايق دهقان على موقع IMDb (الإنجليزية)
- شقايق دهقان على موقع ألو سيني (الفرنسية)
- شقايق دهقان على موقع قاعدة بيانات الفيلم (الإنجليزية)
- شقايق دهقان على موقع كينوبويسك (الروسية)